# Margaretha van Soissons
Margaretha van Soissons (overleden in 1344) was van 1305 tot aan haar dood gravin van Soissons. Ze behoorde tot het huis Nesle.

## Levensloop
Margaretha was de enige dochter van graaf Hugo van Soissons en diens echtgenote Johanna van Dargies. In 1305 volgde ze haar vader op als gravin van Soissons.
In 1317 huwde ze met heer Jan van Beaumont, zoon van graaf Jan I van Henegouwen, die na het huwelijk het graafschap Soissons iure uxoris bestuurde. Ze kregen vijf kinderen: 
- Johanna (1323-1350), gravin van Soissons
- Jan, kanunnik in Cambrai
- Willem, kanunnik in Cambrai, Beauvais en Le Mans
- Amalrik, kanunnik in Cambrai, Dole en Tours
- Reinoud, kanunnik in Cambrai

In 1344 stierf Margaretha. Haar dochter Johanna en haar echtgenoot, graaf Lodewijk I van Blois, volgden haar op als graven van Soissons.